# چرنگیو
چرنگیو (به لهستانی:  Czerniejew) یک روستا در لهستان است که در گمینا سکوژتس واقع شده‌است.